# Multiplication asexuée
 (mars 2023).

La multiplication asexuée ou reproduction asexuée, est un mode de reproduction, qui — par opposition à la reproduction sexuée — correspond à la capacité des organismes vivants de se multiplier seuls, sans partenaire, sans faire intervenir la fusion de deux gamètes. On observe la multiplication asexuée chez les pluricellulaires (animaux et végétaux) et chez les organismes unicellulaires. En botanique, le terme souvent employé pour la multiplication asexuée des végétaux est multiplication végétative. Dans tous les cas de multiplication asexuée, le résultat est identique à la mère.

## Différents modes de multiplication asexuée
La multiplication asexuée s'effectue par différents processus. Dans certains cas la multiplication asexuée sera obligatoire (seul moyen de multiplication pour l'individu) ou sera facultative, en alternance avec la reproduction.

### Mitose simple et fission binaire
La mitose est une division cellulaire d'une cellule mère qui, chez les Eucaryotes, aboutit à deux cellules filles identiques. Ce processus est composé de quatre phases : la prophase (condensation de la chromatine en chromosomes), la métaphase (alignement des chromosomes sur un plan fictif dit équatorial), l'anaphase (séparation des chromosomes en leurs deux chromatides identiques), et la télophase (formation des nouveaux noyaux, et éventuellement cytodiérèse). De nombreux eucaryotes unicellulaires, comme les paramécies, pratiquent couramment un mode de reproduction basé exclusivement sur la mitose.

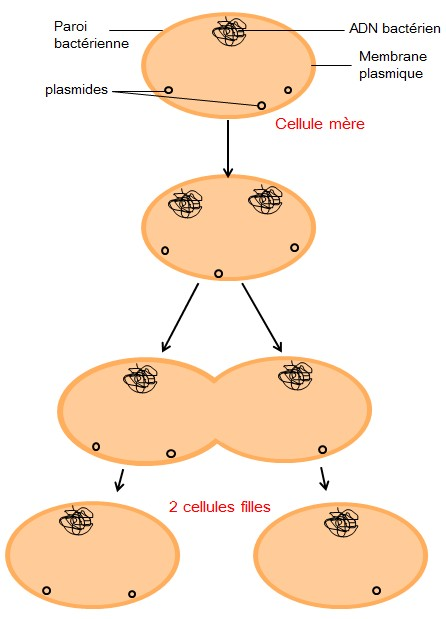
Scissiparité chez une bactérie

La fission binaire est un mode de division cellulaire qu'on trouve chez les Eubactéries et les Archées, et dont les modalités cytologiques sont très différentes de la mitose. La fission binaire permet cependant, tout comme la mitose, la production de deux cellules filles génétiquement identiques à partir d'une cellule mère. 
Dans un cas comme dans l'autre, le nombre d'individus obtenus à la génération {\displaystyle n} sera {\displaystyle 2^{n}}. -

### Mitose multiple ou schizogonie
La schizogonie est un mode de mitose particulier, où la cytodiérèse est retardée. À partir d'une cellule mère, elle aboutit à une grosse cellule comportant plusieurs noyaux, appelée un syncytium. La cytodiérèse survient tardivement, et libère alors de nombreuses cellules. Ce mode de reproduction asexuée est observée chez les apicomplexés, qui sont des parasites unicellulaires d'animaux

### Bourgeonnement
Le bourgeonnement est une différenciation de cellules totipotentes appelées néoblastes ou histoblastes. Ces cellules forment un amas cellulaire, le bourgeon, dans une zone de bourgeonnement. Cet amas donnera le futur individu appelé blastozoïde qui sera, soit libre (on parlera alors de bourgeon de dissémination ; exemple : hydres), soit associé à l'animal parent (on parlera alors de bourgeon d'accroissement ou colonial ; exemple : corail). 

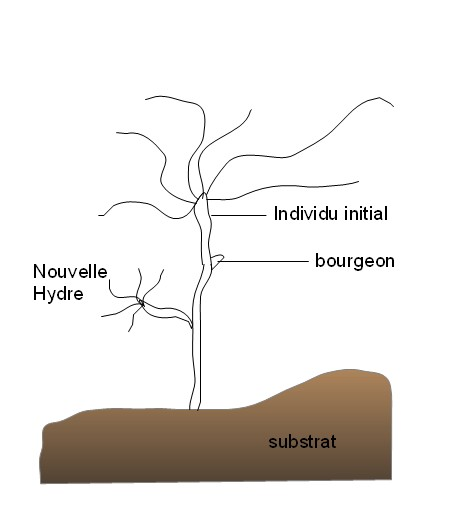
Multiplication par bourgeonnement d'une Hydre.

### Scissiparité
La scissiparité est la division d'un individu simple en deux individus strictement identiques, complets et stables.

### Strobilation
La strobilation est une segmentation spontanée et transversale du corps chez certains cnidaires et les helminthes.

## Cas particulier de la polyembryonie
Il s'agit de la fragmentation d'un embryon unique obtenu par reproduction, une sorte de clonage embryonnaire qui se rapproche de la scissiparité. Un œuf sexué (zygote) donne ainsi par scissiparité plusieurs individus identiques. 
C'est le cas chez des insectes ou chez quelques mammifères comme le tatou.
La polyembryonie peut être accidentelle. C'est un cas rare chez les humains, qui donne naissance aux jumeaux monozygotes (dits « vrais » jumeaux).

## La multiplication asexuée par rapport à la reproduction

### Comparaison de la multiplication et de la reproduction
Pour la multiplication asexuée, il n'y a pas besoin de fécondation, et donc pas besoin de partenaire. De ce fait, il n'y a pas de brassage génétique, alors que dans le cas de la reproduction, il y a combinaison du matériel génétique entre deux individus (sauf pour la parthénogenèse et cas particulier de l’auto-fécondation) et donc diversité génétique.  D'autre part, la multiplication asexuée est rapide et faiblement coûteuse en énergie, l'espèce peut donc se reproduire dans des conditions extrêmes (température ou pH extrêmes, isolement d'un individu etc) et coloniser rapidement un milieu. Alors que la reproduction nécessite deux partenaires et demande beaucoup d'énergie.  

### Alternance de la multiplication et de la reproduction
Au cours du cycle de leur vie, certains êtres vivants pratiquent la multiplication asexuée ainsi que la reproduction en fonction de la période de l'année ou des conditions de vie. Par exemple, Obelia sp. (une méduse) alterne une phase benthique asexuée (quand elle est sous forme polype), qui se fait par bourgeonnement puis une phase pélagique sexuée quand elle est adulte (la forme méduse). 

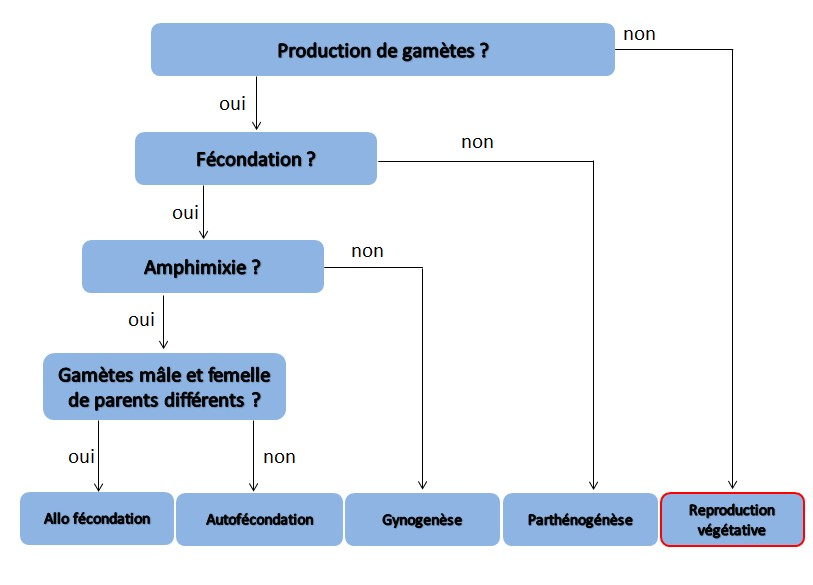
Différents modes de multiplication et de reproduction

## Reproduction asexuée chez les animaux
Reproduction asexuée de quelques animaux : 
- Poissons : le requin-marteau (Sphyrna tiburo), le requin léopard (Triakis semifasciata), le poisson-scie (Pristis pectinata), le molly amazone (Poecilia formosa)
- Lézards : le Dragon du Komodo (Varanus komodoensis), (Lacerta), (Cnemidophorus), le gecko (Lepidodactylus lugubris)
- Insectes : chez l'abeille (Apis) la reproduction asexuée concerne la création de mâles (drones), la cochenille (Coccoidea), les pucerons (Aphidoidea)

## Multiplication asexuée chez les plantes
La multiplication asexuée chez les plantes, appelée aussi multiplication végétative, génère de nouveaux individus possédant le même génome et qui sont donc des clones, si bien qu'on parle aussi de multiplication clonale.
Les grands types de multiplication végétative sont le bouturage, le marcottage, le greffage.